# Malibú (ron)

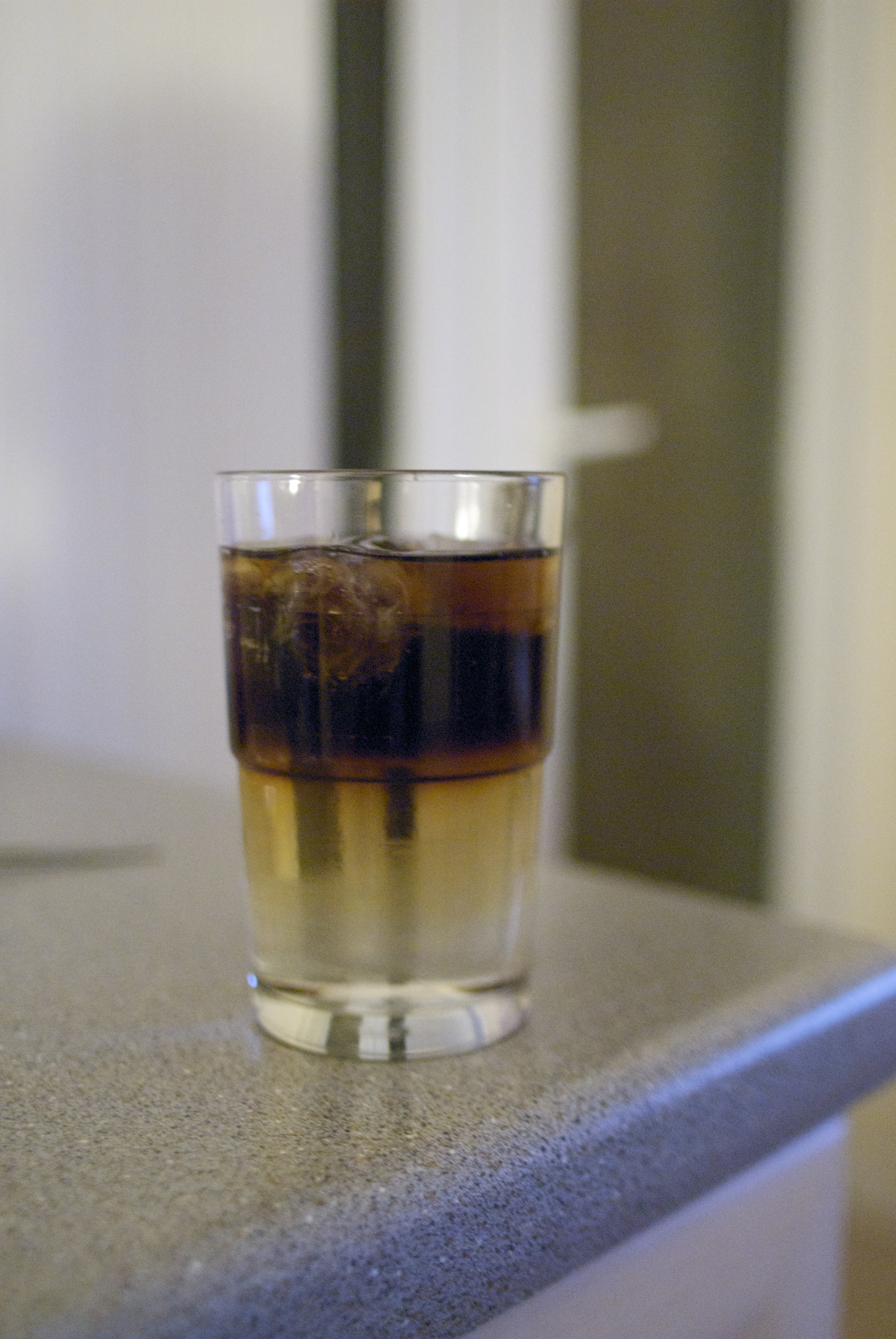
Malibú con cola.

El Malibú es un licor hecho en las Barbados de extracto natural de coco a base de ron. Tiene un contenido en alcohol del 20% de volumen. La marca es propiedad de Pernod Ricard.

## Historia
El producto se elaboraba originalmente con licores de frutas, aromatizados con ron y coco en curaçao. Originalmente el producto se usaba para simplificar la elaboración de las piñas coladas.
Cuando el producto empezó a tener más demanda la fabricación se trasladó a Barbados y la calidad de los ingredientes empleados se mejoró. La marca fue vendida por Diageo a Allied Domecq por 560 M£ en 2002 y más tarde a Pernod Ricard.

## Variantes
La primera variante del ron fue el Malibú Lima, que sólo se vendió en Jamaica y en clubes nocturnos de Francia. A pesar de tener cierto éxito en Jamaica, no despegó en Francia y dejó de fabricarse en julio de 2003.
Actualmente hay en el mercado variantes del sabor original, como el Malibú Mango, el Malibú Fruta de la Pasión, el Malibú Piña, el Malibú Plátano Tropical y recientemente el Malibú Melón Isleño. El Malibú original y sus variantes se toman solos, con hielo, con leche o, más frecuentemente, mezclados con alguna bebida de frutas o refresco carbonatado como la cola.
Aunque la botella de la versión original es blanca y opaca, la bebida es transparente y algo más viscosa que el ron normal.